# Aixurnirari V
Aixurnirari o Aššur-nirari V va ser rei d'Assíria del 755 aC al 745 aC. Era fill d'Adadnirari III i va succeir al seu germà Aixurdan III, segons la Llista dels reis d'Assíria.

## Biografia
Es creu que va heretar una situació difícil pel país i la monarquia, amb l'autoritat en gran part en mans dels alts dignataris, especialment Xamxi-Ilu, tartan o comandant en cap de l'exèrcit. Segons el cànon dels limmu (o epònims) va haver de restar quatre anys seguits a la terra, és a dir sense fer les habituals expedicions anuals, cosa que demostraria la debilitat de l'estat.
Al primer any va fer campanya contra Arpad, capital de Bit Agusi, on regnava Mati-Ilu (Matiel) que va pagar tribut.
El 754 aC fou derrotat per Sarduri II d'Urartu a Arpad, un esdeveniment que podria haver provocat que l'exèrcit assiri no fes campanya durant diversos anys. El rei de Meliddu, Khilaurada, va fer aliança amb Urartu i el va seguir el rei de Kummukhi, (o sigui Commagena, en urartià Qumakha), Kastaixpili. Gumgum també va entrar a l'aliança. El rei Mati-Ilu de Bit Agusi va establir també lligams amb Urartu. Cap als anys 749 aC i 748 aC va fer campanyes a Namri, a la part oriental. Sembla que després (potser el 747 aC) s'hauria produït una gran revolta dirigida per Nabu Daimani, que hauria agafat el títol reial i el conflicte va acabar amb l'assassinat del rei (745 aC) a Kalah (Nimrud). Va ser posat al tron Teglatfalassar III. No se sap si aquest era un usurpador, un germà o un fill del rei assassinat.